# Muriceides hirtus
Muriceides hirtus is een zachte koraalsoort uit de familie Plexauridae. De koraalsoort komt uit het geslacht Muriceides. Muriceides hirtus werd in 1868 voor het eerst wetenschappelijk beschreven door Pourtalès. 